# Grime
Grime è un genere musicale appartenente alla electronic dance music emersa a Londra nei primi anni del 2000. Si tratta di una delle ultime evoluzioni musicali, in ordine di tempo, prodotta dall'ambiente Urban londinese, sviluppatosi dai precedenti stili musicali di matrice giamaicana, tra cui UK Garage e Jungle, nonché da Dancehall, Ragga e Hip Hop.
Lo stile è caratterizzato da breakbeat rapidi e sincopati, in genere intorno ai 140 BPM e talvolta presenta un suono aggressivo. Anche il Rap è un elemento significativo dello stile e spesso i testi ruotano attorno ad argomenti anch'essi aggressivi e grintosi.
Inizialmente, lo stile si diffuse anche grazie alle stazioni radio pirata (come la ormai celebre Rinse FM) da sempre promotrici dell'avanguardia musicale Underground. Bisognerà aspettare metà anni 2000 per incominciare a vedere i riconoscimenti da parte del mercato mainstream, soprattutto grazie ad artisti come Dizzee Rascal, Wiley, Kano e Lethal Bizzle.
Altri artisti che nel tempo hanno dato un grosso contributo all'evoluzione e alla diffusione del genere sono: Skepta, Stormzy, The Streets, P Money, Jammer, Ghetts, Jme, D Double E & Footsie, Tinchy Stryder, Akala, Crazy Titch, Tinie Tempah, Big Narstie, Tempa T, Chip, Devlin, DJ Slimzee, Flirta D, Flowdan, Lady Sovereign, Lady Leshurr.
Alcuni di questi nomi hanno dato vita a gruppi importanti, quali: Ruff Sqwad, Boy Better Know, Roll Deep, Pay As U Go, Newham Generals, N.A.S.T.Y Crew, So Solid Crew e More Fire Crew. Tra gli artisti non propriamente Grime che, invece, sono stati influenzati da questo stile, ricordiamo M.I.A, Professor Green, Plan B, Ed Sheeran, Foreign Beggars.
Nonostante il genere musicale riscuotesse molto successo in UK, solo a metà 2010 il Grime ha incominciato a ricevere un'attenzione significativa da parte del resto del mondo, venendo descritto come "lo sviluppo musicale più significativo in UK da decenni".

## Origini
Il Grime è emerso nei primi anni 2000 a Londra. Le sue radici si possono trovare soprattutto nelle radio pirata britanniche come Rinse FM (capitanata all'epoca da DJ Slimzee e Geeneus), Deja Vu FM, Freeze 92.7 e Raw Mission FM 90.0, che sono servite da incubatrici, giocando un ruolo fondamentale per il suo sviluppo all'epoca.
Prima che venisse denominato con l'appellativo Grime, il genere era conosciuto con un certo numero di nomi, tra cui 8-bar (per la struttura dei versi a 8 battute), Nu Shape (caratterizzato da strutture più complesse a 16 o 32 battute), Sublow Music (uno stile musicale creato da Jon E Cash, denominato così per le bassline scure e profonde, sui 40 Hz) e, infine, Eskibeat: termine e stile coniato da Wiley che includeva elementi dance ed electro, ma che si discostava dalle sonorità UK Garage grazie al suo stile cupo e freddo.
Le prime tracce a essere etichettate "Grime" sono: "Eskimo", "Ice Rink" e "Igloo" di Wiley (anche per questo è riconosciuto universalmente come il "Godfather" indiscusso del Grime), "Pulse X" di Musical Mob e "Creeper" di Danny Weed (affiliato allo storico gruppo Roll Deep, oggi composto da: Wiley, Breeze, Brazen, Flowdan, Scratchy, J2K e Manga Saint Hilare).
Il nome di questo genere musicale fu dato dai giornalisti, che inizialmente definirono lo stile del sub-bass presente nei brani con l'appellativo "Grimy" (sudicio), trasformandosi successivamente in "Grime" (sporco o sporcizia), suggerito anche dagli stessi artisti che spesso raccontavano di "affari sporchi" nelle aree svantaggiate delle periferie londinesi in cui vivevano.

## Sviluppo
Dizzee Rascal, Wiley, Kano e Lethal Bizzle sono stati tra i primi a portare l'attenzione dei media mainstream sul genere musicale nel 2003-2004, con i rispettivi album di esordio: "Boy In Da Corner" (uscito a luglio 2003 per XL Recordings), "Treddin' On Thin Ice" (uscito ad aprile 2004 per XL Recordings), "Home Sweet Home" (uscito a giugno 2005 per 679 Recordings) e "Against All Oddz" (uscito ad agosto 2005 per V2 Records). Con "Boy In Da Corner", Dizzee ottiene da subito ampi consensi dalla critica e successi commerciali, vincendo il Mercury Music Prize nel 2003, ma, nonostante il successo dei singoli artisti, la scena Grime underground fa fatica a emergere, trovando poco spazio per far sentire la propria voce ed è così che nel 2004, Jammer (membro fondatore della Boy Bette Know insieme con Skepta, JME, Shorty e Frisco) fonda "Lord Of The Mics" (LOTM), una competizione tra rapper con cadenza annuale, filmata e distribuita tramite DVD, per dare modo ai talenti meno conosciuti di farsi notare, anche mediante brevi interviste.
Da allora, il Grime è riuscito a ottenere un'esposizione mediatica sempre maggiore grazie all'emittente televisiva Channel U (l'attuale Total Country) e ai radio-show di Logan Sama su Kiss FM (tenuto per ben 10 anni per poi passare alla BBC su 1Xtra), di Sir Spyro con "Grime Show" per BBC 1Xtra e di Charlie Sloth (per BBC Radio1 e BBC 1Xtra) con il suo celebre radio-show "Fire In The Booth" che diventa un vero cult, ospitando personaggi di rilievo sia del mondo del Grime come Stormzy, Big Narstie, Avelino, Bugzy Malone, Akala, Tinie Tempah, Wretch 32, Devlin, sia star internazionali dell'hip-hop come Drake, i Migos e Pop Smoke.
Dal 2014 si parla di una "seconda epoca d'oro del Grime", Meridian Dan, in collaborazione con Big H e JME, raggiunge la posizione numero 13 nella classifica "UK Singles Charts" con la sua "German Whip". Due mesi più tardi, Skepta raggiunge la posizione numero 21 nella "UK Singles Charts" con il brano "That's Not Me" in collaborazione con il fratello minore JME. Due mesi dopo ancora, Lethal Bizzle, con JME e Tempa T, si posiziona alla numero 11 della "UK Singles Charts" con "Rari Workout".
Nello stesso anno, viene creata una apposita categoria per gli artisti Grime all'interno della premiazione MOBO Awards (Music Of Black Origin) denominata "Best Grime Act" (prima di allora, il Grime veniva accorpato nella categoria "Best Hip Hop/Grime"), vinta per la prima volta da Stormzy; Skepta vince, invece, nella categoria "Best Video" con "That's Not Me feat. JME".
Nel 2015, Stormzy si esibisce live con il brano "Shut Up" durante l'incontro di pugilato, chiamato Ring Walk, tra Anthony Jhoshua e Dillian White, riuscendo a far schizzare il brano fino alla posizione numero 8 della "UK Singles Charts". Viene così premiato per il secondo anno consecutivo ai MOBO Awards nella categoria "Best Grime Act" e, per la prima volta, nella categorie "Best Male Act". Skepta, invece, si aggiudica un MOBO nella categoria "Best Song" con la celebre "Shutdown".
Nel maggio del 2016 Skepta pubblica, per la sua etichetta indipendente BBK (Boy Better Know), il suo quarto album in studio: "Konnichiwa" che scala le vette delle classifiche inglesi, posizionandosi alla numero 2 della "UK Albums Chart" e che segna un'epoca storica diventando, da subito, un album cult. In questo lavoro, Skepta crea connessioni con artisti degli Stati Uniti d'America quali Young Lord & Asap Nast del gruppo Asap Mob e Pharrel Williams che portano il Grime a una fortissima apertura oltre oceano.
"Konnichiwa" verrà descritto come "l'album che ha fatto risorgere la musica Grime e la sua identità culturale", vince il Mercury Prize 2016 e viene inserito in numerose liste di fine anno come miglior album del 2016, tra cui NME, The Guardian e Apple Music.
Successivamente, la star internazionale Drake firma un contratto discografico per la BBK di Skepta. In seguito, Drake includerà Skepta nel suo album "More Life".